# Monoxenus flavescens
Monoxenus flavescens là một loài bọ cánh cứng trong họ Cerambycidae.